# Propyléer

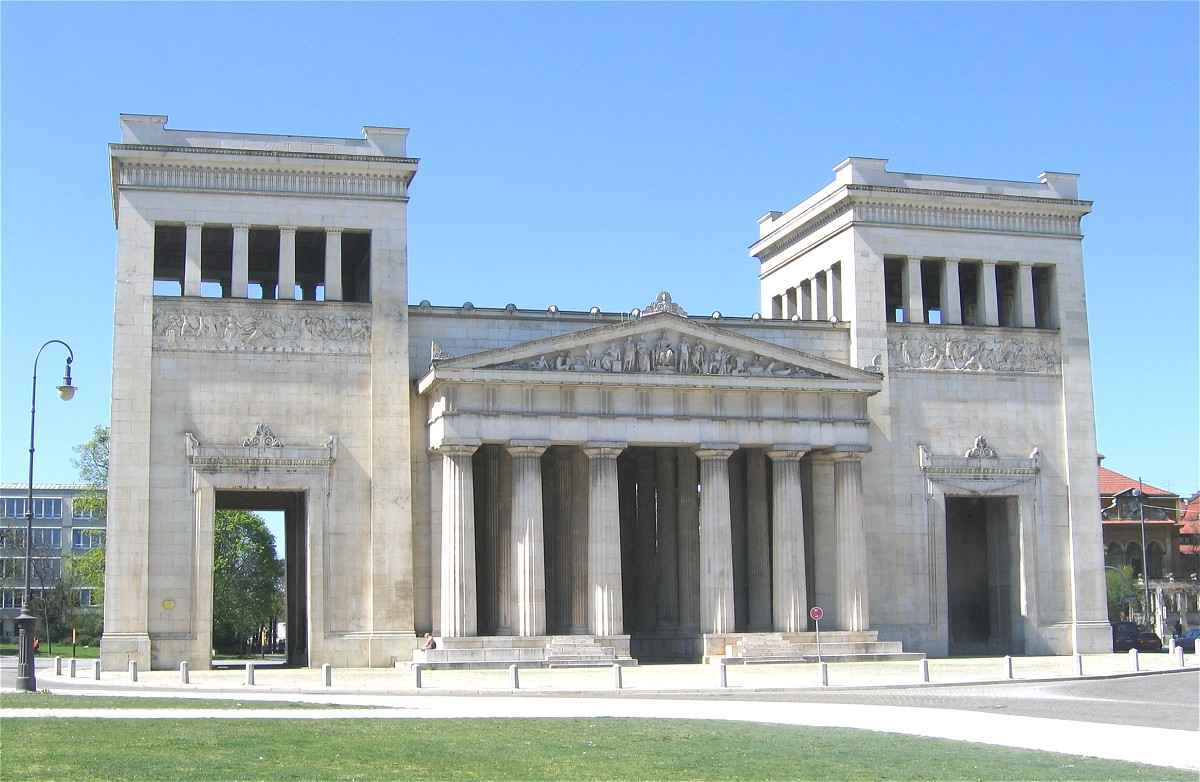
Propyléer i München. Byggnaden fullbordades 1862 av Leo von Klenze.

Propyléer, av grekiska πρόπυλον, ungefär "något framför porten", betecknar entrén till en inhägnad, vanligtvis tempelområden som Akropolis i Aten.